# Theria
Theria (từ tiếng Hy Lạp: θηρίον, thú, dã thú) là một danh pháp khoa học để chỉ một phân lớp hay một siêu cohort trong lớp Thú (Mammalia), tùy theo cách thức phân loại áp dụng với đặc điểm chung là sinh ra các con non mà không phải sử dụng tới trứng có vỏ bao bọc, bao gồm hai nhóm. Nhóm thứ nhất là thú thật sự (Eutheria), trong đó bao gồm toàn bộ các loài thú có nhau thai (Placentalia). Nhóm thứ hai là Metatheria, bao gồm toàn bộ thú có túi (Marsupialia). Nhóm động vật có vú còn sinh tồn không được gộp vào đây là các loài thú đơn huyệt (Monotremata) đẻ trứng.

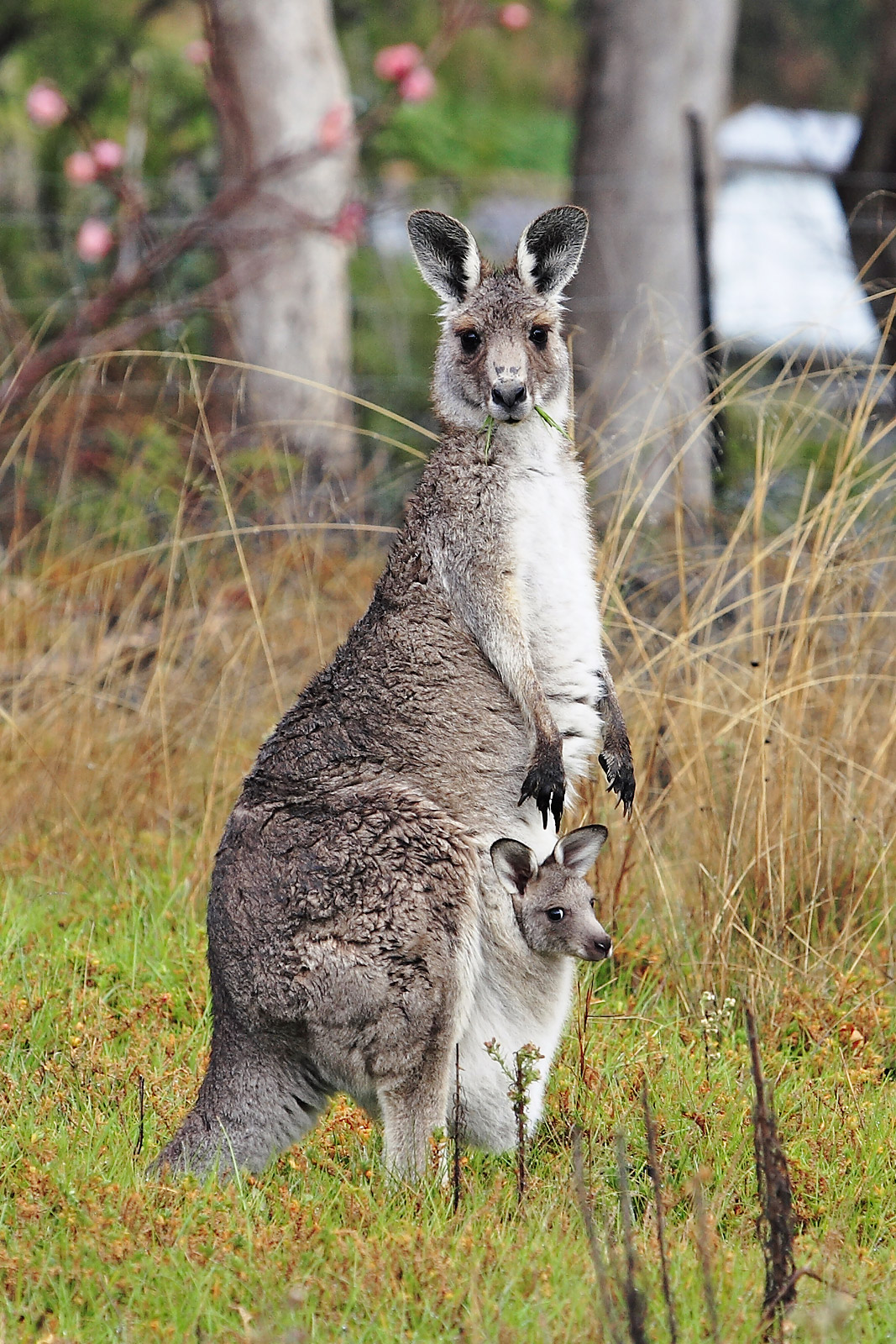
Kangaroo, một loài thú có túi, cùng con của nó.

## Phân loại
Bậc phân loại của 'Theria' thay đổi tùy theo từng hệ thống phân loại. Hệ thống phân loại do Vaughan và ctv. (2000) coi Theria như là một phân lớp:
Lớp Mammalia
- Phân lớp Theria: thú đẻ con non
  - Cận lớp Metatheria: thú có túi
  - Cận lớp Eutheria: thú có nhau thai

Bên cạnh đó, một hệ thống phân loại khác do McKenna và Bell (1997) lại coi nó như là một siêu cohort thuộc phân lớp Theriiformes:
Lớp Mammalia
- Phân lớp Theriiformes: thú đẻ con non và các họ hàng tiền sử của chúng
  - Cận lớp Holotheria: thú đẻ con non hiện đại và các họ hàng tiền sử của chúng
    - Legion Cladotheria
      - Sublegion Zatheria
        - Infralegion Tribosphenida
          - Siêu cohort Theria: thú
            - Cohort Marsupialia: thú có túi
            - Cohort Placentalia: thú có nhau thai

Một phân loại khác do Luo và ctv. (2002) đề xuất lại không gán cho Theria bất kỳ cấp bậc phân loại nào mà chỉ thuần túy sử dụng hệ thống miêu tả theo nhánh mà thôi.

## Hình ảnh

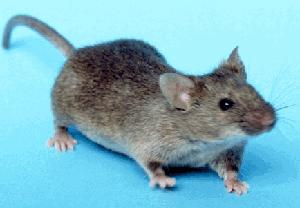
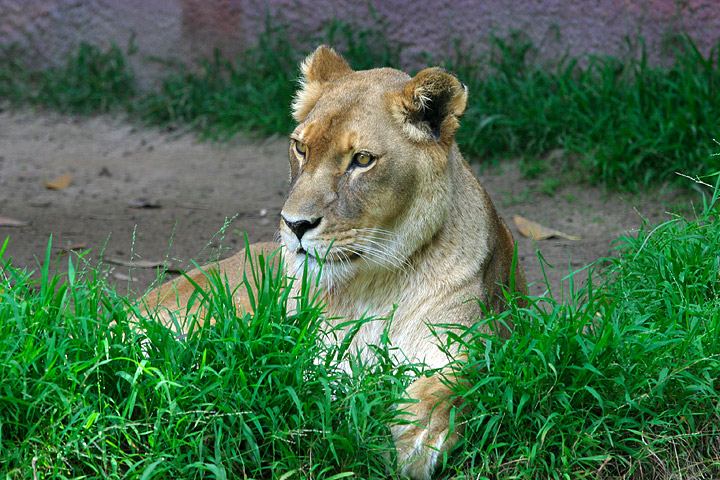
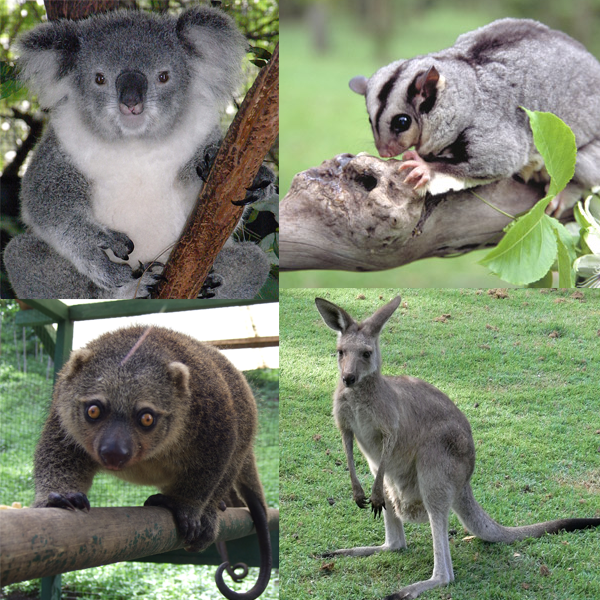
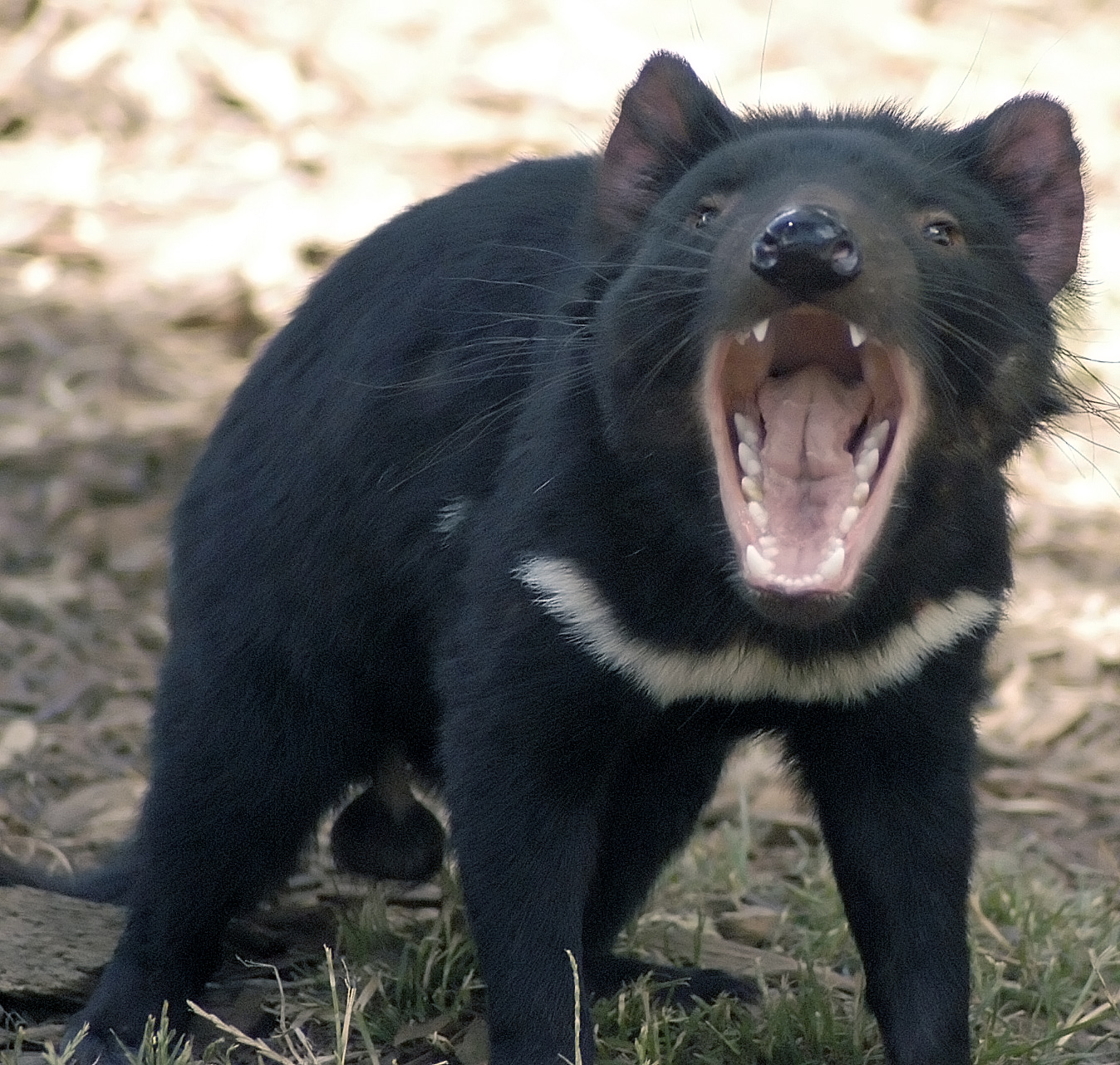